# Hermann Schmidt (Politiker, 1859)
Hermann Schmidt (* 6. Mai 1859 in Magdeburg; † 1937) war ein deutscher Kaufmann, Vorstand der Handelskammer für das Herzogtum Braunschweig, Mitglied der Deutschen Volkspartei (DVP) und der Nationalsozialistischen Deutschen Arbeiterpartei (NSDAP) sowie Landtagsabgeordneter im Herzogtum Braunschweig.

## Leben
Hermann Schmidt war eines von vier Kindern des Kaufmanns Wilhelm Schmidt (1830–1895) und dessen Ehefrau Hedwig, geb. Berger. Nachdem die Familie nach Braunschweig gezogen war, wo sein Vater das 1690 gegründete Textilien- und Kurzwaren-Handelshauses Pfeiffer & Schmidt führte, besuchte der Sohn das Martino-Katharineum, wo er das Abitur ablegte. Anschließend studierte er Volkswirtschaftslehre und Rechtswissenschaft an der Universität Leipzig und der Kaiser-Wilhelms-Universität Straßburg, wo Gustav Schmoller zu seinen Dozenten gehörte. Als Einjährig-Freiwilliger ging Schmidt zu den 1. Garde-Dragonern nach Berlin. Danach absolvierte er das 1. juristische Staatsexamen. In der Folge wurde er magna cum laude promoviert. Anschließend sammelte Schmidt in Liverpool und Schottland kaufmännische Kenntnisse sowie Erfahrungen und kehrte 1884 in das väterliche Unternehmen zurück, dessen Gesellschafter er 1887 wurde.
Am 16. Oktober 1888 heiratete Hermann Schmidt in Schwerin Elisabeth Holz aus Kastorf bei Stavenhagen. Das Paar hatte die gemeinsame Tochter Ursula (* 1889), die 1910 den Offizier und späteren Kaufmann Victor von Heimburg (* 1880) heiratete.

### Vorsitzender der Handelskammer Braunschweig
Ab 1890 war Schmidt, zunächst als Rechnungsführer, Mitglied der Handelskammer Braunschweig. Von 1893 bis 1910 war er deren stellvertretender Vorsitzender, während Max Jüdel den Vorstand innehatte. Nach Jüdels Tod 1910 wurde Schmidt dessen Nachfolger im Amt. Nach der „Machtergreifung“ der Nationalsozialisten am 30. Januar 1933, übernahm Staatskommissar Alfred Schmidt im April 1933 auf Weisung der Braunschweigischen Landesregierung als Hauptgeschäftsführer die Leitung der Handelskammer, nicht ohne Schmidt zuvor zu deren „Ehrenpräsidenten“ ernannt zu haben. Hermann Schmidt war damit de facto abgesetzt und in den Ruhestand versetzt worden.
Schmidt war lange Jahre und bis zur durch das NS-Regime erzwungenen Selbstauflösung des Braunschweigischen Landesverbandes der DVP deren Ehrenvorsitzender gewesen. 1904, 1907 und 1911 wurde Schmidt in den Braunschweigischen Landtag gewählt. Nach der förmlichen Auflösung der DVP am 26. April 1933 trat Schmidt in die NSDAP ein. In einem Schreiben vom 19. April an  Albert Brandes, den langjährigen ehemaligen Vorsitzenden des DVP-Landesverbandes, begründete er seinen Schritt:

„In unseren alten nationaliberalen Kreisen steht das Vaterland über der Partei. Für mich ist der Gedanke ebenfalls entscheidend gewesen. Ich will mich zum Eintritt in die nationalsozialistische Bewegung melden. Wir stehen alle im Kampf auf Leben und Tod gegen den Bolschewismus. Ich bin stolz darauf, beinahe ein halbes Jahrhundert Nationalliberaler gewesen zu sein. Die Partei hat sich nach besten Kräften bemüht, ihre geschichtliche Aufgabe zu erfüllen, und sie ist jetzt erfüllt.“

In seinem Antwortschreiben vom 25. April äußerte Brandes zwar Verständnis für Schmidts Parteiwechsel, schloss ihn jedoch für sich aus, da ihn sein Gewissen zurückhielte.

### Ämter und Ehrungen
Schmidt hatte zahlreiche (Ehren-)Ämter inne. So war er u. a. seit 1893 Mitglied der Union Kaufmännischer Verein von 1818 und wurde später deren Ehrenmitglied. Er war zudem Aufsichtsratsvorsitzender der Braunschweigischen Bank und der Braunschweigischen Aktiengesellschaft für Jute- und Flachsindustrie. Darüber hinaus war er Presbyter der Reformierten Kirche Braunschweig.
Hermann Schmidt wurden u. a. das Eiserne Kreuz am weißen Bande sowie das Offizierskreuz des Ordens Heinrichs des Löwen verliehen. Darüber hinaus wurde ihm 1911 vom Braunschweigischen Regenten Herzog Johann Albrecht der Titel Geheimer Kommerzienrat verliehen.